# Marche funèbre d'une marionnette
La Marche funèbre d'une marionnette est une œuvre pour piano de Charles Gounod composée en 1872 et arrangée pour orchestre symphonique par l'auteur en 1879. Elle est dédiée à Madame Viguier, pianiste et femme d'Alfred Viguier, premier alto dans l'orchestre de la Société des concerts du Conservatoire.

## Description
Écrite à la manière d'une marche funèbre de l'opéra italien pleine d'humour contenu, l'œuvre est une parodie légère reposant sur un jeu de décalage entre le sérieux des funérailles d'un être cher et le burlesque des personnages d'une troupe de marionnettes. La partition pour piano comporte des indications de programme :
La pièce  est en mesure 
 et la tonalité en ré mineur avec une section centrale en ré majeur. L'indication de tempo est allegretto.
La structure de la pièce est la suivante :
- introduction (La marionnette est cassée !  et Murmure de regrets de la troupe),
- section principale (Le cortège),
- section médiane en ré majeur (Ici plusieurs des principaux personnages de la troupe s'arrêtent pour se rafraîchir)
- et final toujours en ré mineur (Retour à la maison).

En 1882, sur un texte de Georges Price et Jean Ker Mary et des gravures en taille-douce de Paul Destez et Japhet, les Éditions Henry Lemoine publient une édition de luxe homonyme avec partition, sous forme de mélodrame reprenant les personnages de la Commedia dell'arte, mais l'histoire, très développée, ne peut être dite avec la musique trop courte (moins de quatre minutes).
Il existe de nombreux arrangements de cette pièce (orchestre d'harmonie, piano à quatre mains, quatuor de clarinettes, piano et violon, ensemble de cuivres...).

## Contexte
Alors qu'il réside à Londres, en Angleterre, entre 1871 et 1872, Charles Gounod commence à écrire une suite pour piano appelée Suite burlesque. Après avoir terminé cette pièce, Gounod a abandonné le reste de la suite.
La pièce est éditée à  Londres par Goddard & C. en 1872, puis à Paris le 1er novembre 1873 par les  éditions Henry Lemoine l'année suivante.
Le musicologue James Harding, quant à lui, rapporte les propos de la soprano Georgina Weldon (en), une amie et biographe de Charles Gounod, qu'avec cette pièce, Gounod visait un critique qu'il n'appréciait pas, Henry F. Chorley, en se moquant de sa « voix de soprano mince, dure et aiguë » et de ses mouvements de « singe en tissu aux cheveux roux ». Chorley, cependant, mourut la même année, l'empêchant de formuler une dédicace explicite à son nom.
En 1879, il a orchestré la pièce avec un piccolo, une flûte de concert occidentale, deux hautbois, deux clarinettes en la, deux bassons, deux cors en ré, 2 trompettes en la, 3 trombones, ophicléide, timbales, grosse caisse, cymbales, triangle, et cordes,.

## Emploi
La musique a été utilisée pour accompagner au moins quatre films à la fin des années 1920 :
- L'Aurore (1927 ; muet), réalisé par F. W. Murnau[11] ;
- Habeas Corpus (1928 ; muet), avec Laurel et Hardy[12] ;
- Welcome Danger (1929), le premier film sonore de Harold Lloyd[13] ;
- Les Cloches de l'Enfer (1929), un  dessin animé de la série Silly Symphonies de Walt Disney.

La Marche funèbre d'une marionnette est célèbre par son utilisation dans le générique des 268 épisodes d'Alfred Hitchcock présente, l'anthologie en sept saisons (de 1955 à 1962) du réalisateur/présentateur qui créa cette série télévisée américaine. Alfred Hitchcock avait entendu cette musique dans le film de 1927 L'Aurore et s'est souvenu de l'effet que la Marche funèbre d'une marionnette avait eu sur lui au moment de choisir le thème musical de sa série télévisée en 1955. Le thème musical est apparu dans cinq versions par autant d'arrangeurs : en 1955, 1960, 1962, 1963 et 1964 - la dernière version étant arrangée par Bernard Herrmann, qui a transposé le morceau d'une tierce.
La Marche funèbre d'une marionnette est l'une des huit compositions qu'Hitchcock a choisies d'emporter sur une île déserte fictive dans le cadre de l'émission de radio de la BBC de 1959, Desert Island Discs (en).
La Marche funèbre d'une marionnette a également été samplé dans différents morceaux : 
- Alfred's Theme (2020), un  morceau de l'album Music To Be Murdered By de Eminem ;
- Y Que, No Freestaleas (2005), un morceau de l'album Promo Invierno '05 de Cuarto Universo ;
- Skoo the Nonsense (2000), un  morceau de l'album Whutthadilly? de Too Phat en featuring avec DJ T-Bone, Naughtius Maximus, First Borne Troopz et G (Da' Joint).

Elle est également apparue dans la série de vidéos L'Empire n'a jamais pris fin de la chaîne Youtube du média Blast (web TV) présentée par Pacôme Thiellement.

## Enregistrements
Il existe de nombreux enregistrements de cette pièce de référence du répertoire depuis l'existence de procédés d'enregistrement au début du XXe siècle. 